# Chrysaperda
Chrysaperda is een kevergeslacht uit de familie van de boktorren (Cerambycidae). De wetenschappelijke naam van het geslacht werd voor het eerst geldig gepubliceerd in 1881 door Bates.

## Soorten
Chrysaperda omvat de volgende soorten:
- Chrysaperda circumcincta (Pascoe, 1859)
- Chrysaperda collaris Pascoe, 1888
- Chrysaperda metallica Bates, 1881